# Cúpula reticulada

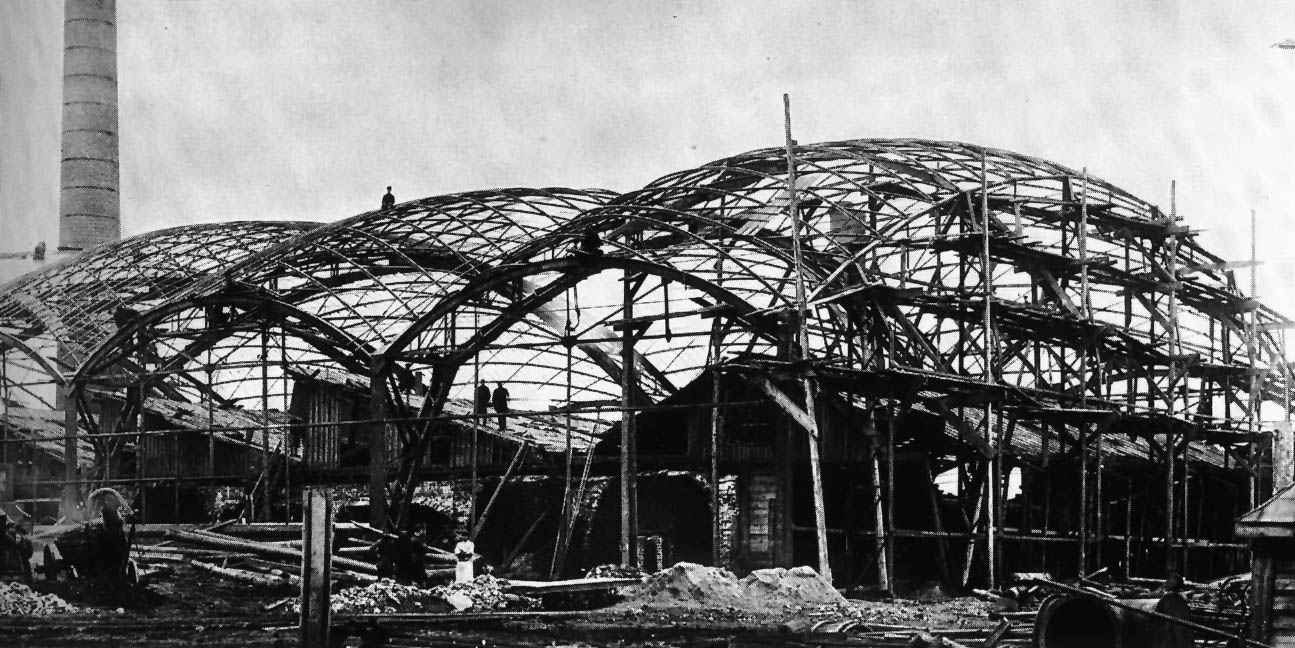
La cúpula reticulada de acero de Vladimir Shukhov (durante la construcción), Vyksa cerca de Nizhny Novgorod, 1897

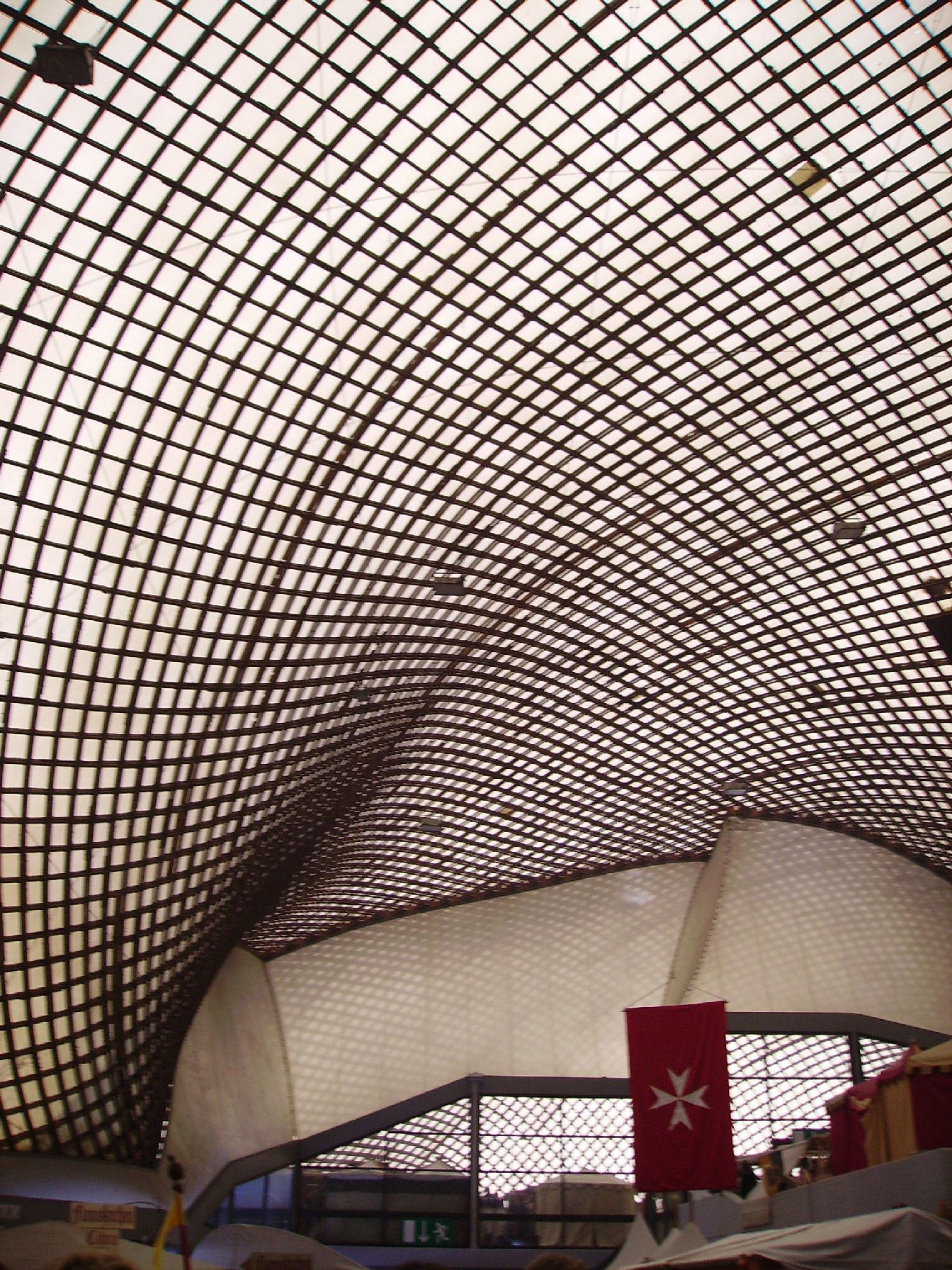
Multihalle en Mannheim, una estructura reticular de madera diseñada por Frei Otto

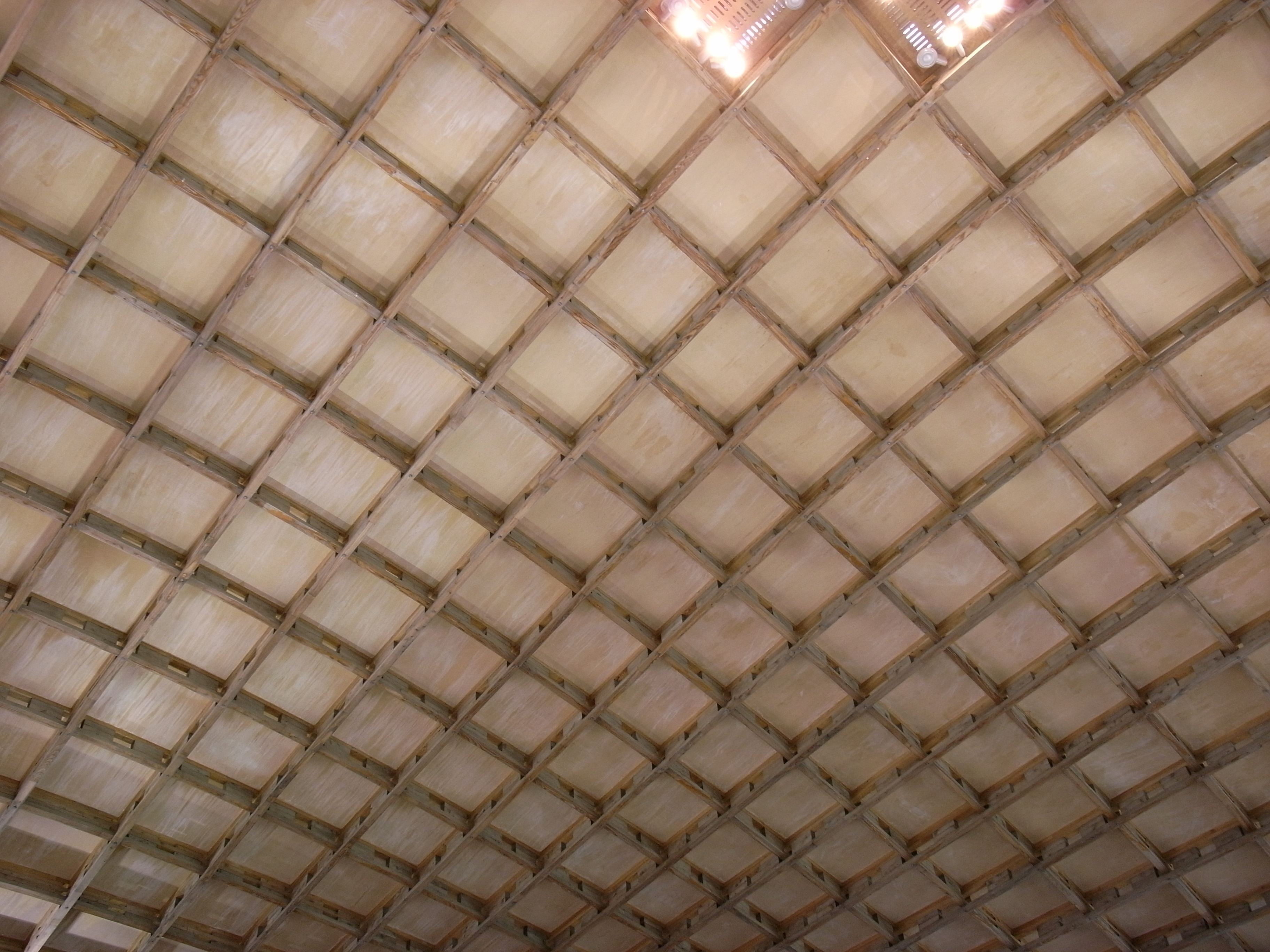
Interior de una retícula del Edificio Savill, Windsor, Inglaterra

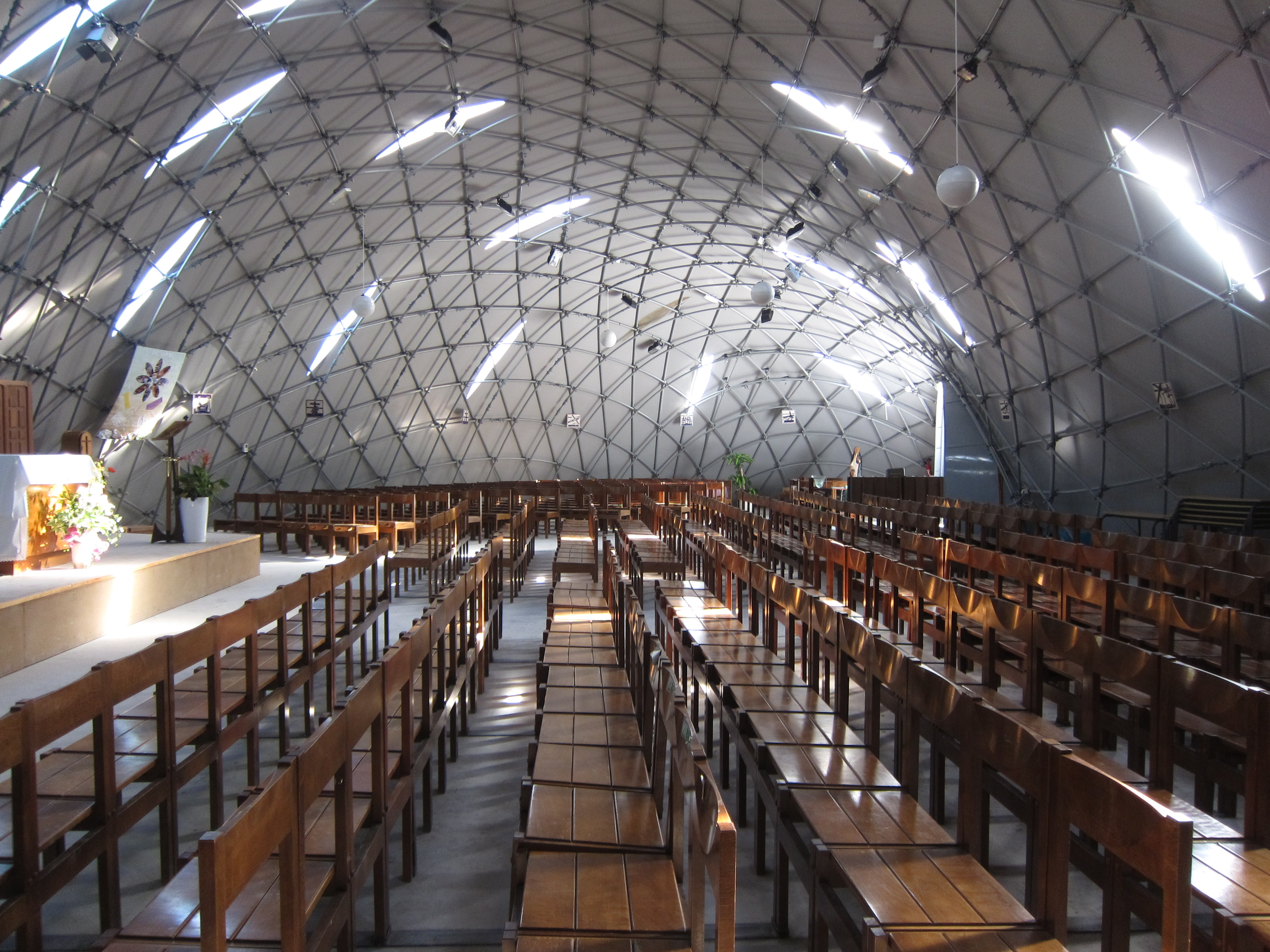
Catedral efímera: una retícula elástica de material compuesto de fibra de vidrio de 400 m², Créteil, Francia, 2013

Una cúpula reticulada o gridshell es una estructura que deriva su fuerza de su doble curvatura (de manera similar a como una estructura de tela deriva su fuerza de la doble curvatura), pero está construida con una red o celosía.
La retícula puede estar hecha de cualquier material, pero la mayoría de las veces es de madera, de acero, de fibras de vidrio o de carbono).
El primer registro de una cúpula reticulada es de 1896, en las construcciones del ingeniero ruso Vladimir Shukhov para los pabellones de exhibición de la Exposición industrial y de arte de toda Rusia de 1896 en Nizhny Novgorod.
Las retículas de entramado de madera de gran luz se construyen comúnmente colocando inicialmente los elementos de listón principales planos en un enrejado cuadrado o rectangular regular y posteriormente, deformándolos en la forma deseada de doble curva. Esto se puede lograr empujando los listones desde el suelo, como en el Mannheim Multihalle. Proyectos más recientes, como el cúpula reticulada del Savill Garden, se construyeron colocando los listones sobre una estructura de andamio temporal de gran tamaño, que se va retirando en fases para permitir que los listones se asienten en la curvatura deseada.

## Edificios con cúpula reticulada

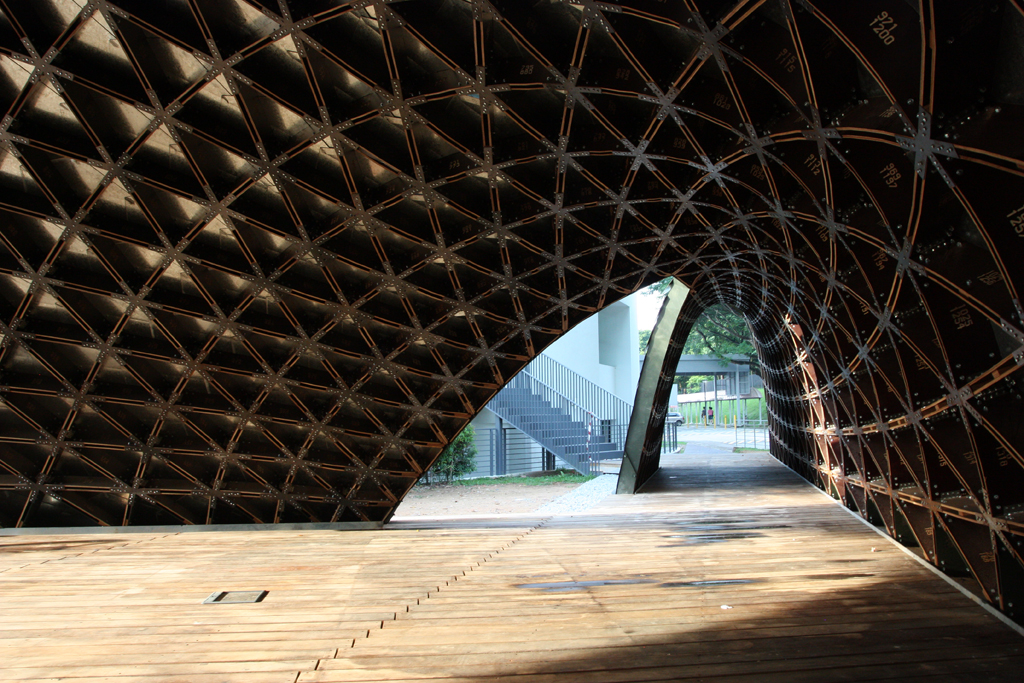
Pabellón de la biblioteca SUTD

- Rotonda de Shukhov por Vladimir Shukhov, 1896
- Mannheim Multihalle de Frei Otto y Arup Structures 3 (muchos de los miembros de cuyo equipo se fueron más tarde para fundar Buro Happold ), un espacio de exhibición muy grande construido en 1975.
- Pabellón de Japón, Expo 2000, por Frei Otto, Buro Happold, Shigeru Ban y SONOCO, una rejilla de tubos circulares de papel , 2000.
- Flimwell Woodland Enterprise Center Modular Gridshell  Archivado el 27 de enero de 2007 en Wayback Machine. por Feilden Clegg y Atelier One, 2000.
- Museo al aire libre Weald & Downland de los arquitectos Buro Happold y Edward Cullinan, una estructura de madera de dos capas y la primera estructura construida en el Reino Unido, 2002.
- Pishwanton Hand-Built Gridshell  Archivado el 27 de enero de 2007 en Wayback Machine. por David Tasker y Christopher Day, 2002.
- Plataforma de observación del zoológico de Helsinki de Ville Hara, 2003
- Savill Building en Windsor Great Park por Buro Happold y Glenn Howells Architects, una gran estructura de madera de cuatro capas, 2006.
- Cubierta del patio de una villa rural Archivado el 10 de julio de 2013 en Wayback Machine., Ostuni, Italia, por cmmkm architettura e design Archivado el 4 de mayo de 2012 en Wayback Machine., Roberto Ruggiero, Alfonso Petta, Felice Grasso y Fabio Figlia, 2007.
- Cubierta de la terraza de Masseria Ospitale Archivado el 4 de enero de 2015 en Wayback Machine., Lecce, Italia, por cmmkm architettura e design Archivado el 4 de mayo de 2012 en Wayback Machine. con Bernardino D'Amico y Filomena Nigro, 2010.
- Centro Pompidou-Metz por Shigeru Ban y Arup, 2010.
- Cuadrícula de Solidays 2011
- Pabellón Gridshell para el patio de la Escuela de Arquitectura de Nápoles por Andrea Fiore, Daniele Lancia, Sergio Pone, Sofia Colabella, Bianca Parenti, con Bernardino D'Amico (Consultor estructural) y Francesco Portioli (Consultor estructural), 2012.[3]
- Pabellón en el sitio arqueológico de Selinunte por cmmkm architettura e design Archivado el 9 de diciembre de 2022 en Wayback Machine. and arch. Bernardino D'amico, arq. Andrea Fiore y arco. Daniele Lancia, 2012
- Pabellón de la biblioteca SUTD, Singapur, por SUTD City Form Lab e ingenieros de ARUP Singapur, 2013.
- Estructura espacial del anfiteatro de bambú, PUC Río de Janeiro, por Bambutec, 2014.
- Crossrail Place, Londres, por Foster + Partners, 2015.
- Sabiduría, Estocolmo, 2022.

### Estructuras
- Arquitectura textil
- Cúpula geodésica
- Estructura hiperboloide
- Cúpula inflable
- Estructura reticular
- Casetón

### Personas
- Vladímir Shújov
- Frei Otto
- Buckminster Fuller
- Norman Foster

## Lectura relacionada
1. Chilton, John; Gabriel, Tang (2016). Timber Gridshells: Architecture, Structure and Craft. Routledge. ISBN 978-1138775305.
2. "Grid Shells", B. Burkhardt, J. Hennicke, F. Otto, "IL", 1974, n. 10.
3. "Timber lattice roof for Mannheim Bundesgartenschau", E. Happold, W.I. Liddell, in "The Structural Engineer" 1975, n.3 vol. 53.
4. "Finding Form", F. Otto, B. Rash, Edition Alex Menges, Stuttgart, 1995
5. "The Structural Engineering of the Downland Gridshell", R. Harris, O. Kelly, in G.A.R. Park, P. Disney, "Space Structure 5", vol. 1, MPG Books, Cornwall, 2002.
6. "The Downland Grid Shell Innovative timber design", M. Dickson, R. Harris, in "The Royal Academy of Engineering Publication", n.18, 2004
7. "The Savill Garden Gridshell Design and construction", R. Harris, S. Haskins, J. Roynon,  in "The Structural Engineer", n.17, vol 86, 2008
8. "Design of Timber Gridded shell Structures", R, Harris, in "Proceedings of the Institution of Civil Engineers-Structures and Buildings", n. 164 (2) 2011
9. "Gridshell. I gusci a graticcio in legno tra innovazione e sperimentazione", S. Pone, Alinea, Firenze 2012
10. "Modeling of bending and torsion couplings in active bending structure: application to the design of elastic gridshells", L. du Peloux, PhD thesis, 2017
11. "Construction of a Large Composite Gridshell Structure: A Lightweight Structure Made with Pultruded Glass Fibre Reinforced Polymer Tubes", L. du Peloux, F. Tayeb, O. Baverel, JF. Caron, Structural Engineering International 26(2):160-167, 2016
12. "Gridshell Manual", S.H. Dyvik,J.H. Mork, Master thesis, 2015
13. "Active bending and Tensile Pantographic Bamboo Hybrid Amphitheater Structure", M. Seixas, J. Bina, P. Stoffel, J.L.M. Ripper, L.E. Moreira, K. Ghavami, Journal of the International Association for Shell and Spatial Structures, Vol. 58 n. 193, 2017
14. "Form Finding and Analysis of an Active Bending-Pantographic Bamboo Space Structure", M. Seixas, L.E. Moreira, P. Stoffel, J. Bina, Journal of the International Association for Shell and Spatial Structures, Vol. 62 n. 209, 2021